# 萊德尼采

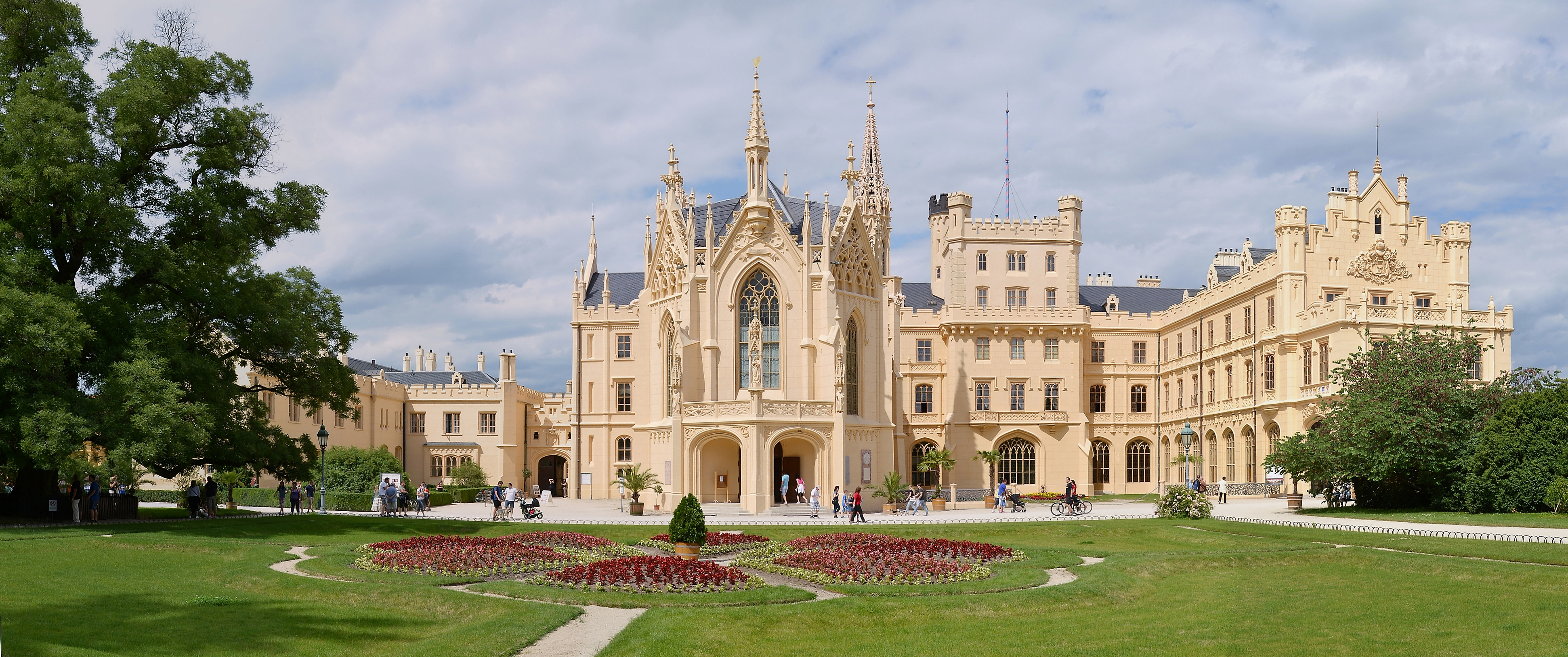
萊德尼采城

萊德尼采 （捷克文：Lednice、德文：Eisgrub）是位於捷克摩拉維亞地區南部的一座村莊，於1996年被列入世界文化遺產，世界文化遺產範圍包括了一座宮殿和佔地逾200平方公里的公園。萊德尼采的宮殿始建於文藝復興時期，花園則為英式風格。

## 外部連結
- World Heritage Site （页面存档备份，存于）
- Official website （页面存档备份，存于）
- Photographs of Lednice （页面存档备份，存于）
- Lednice Fullscreen QTVR virtual tour[永久]